# 989 TCN
989 TCN là một năm trong lịch La Mã.